# 28SリボソームRNA

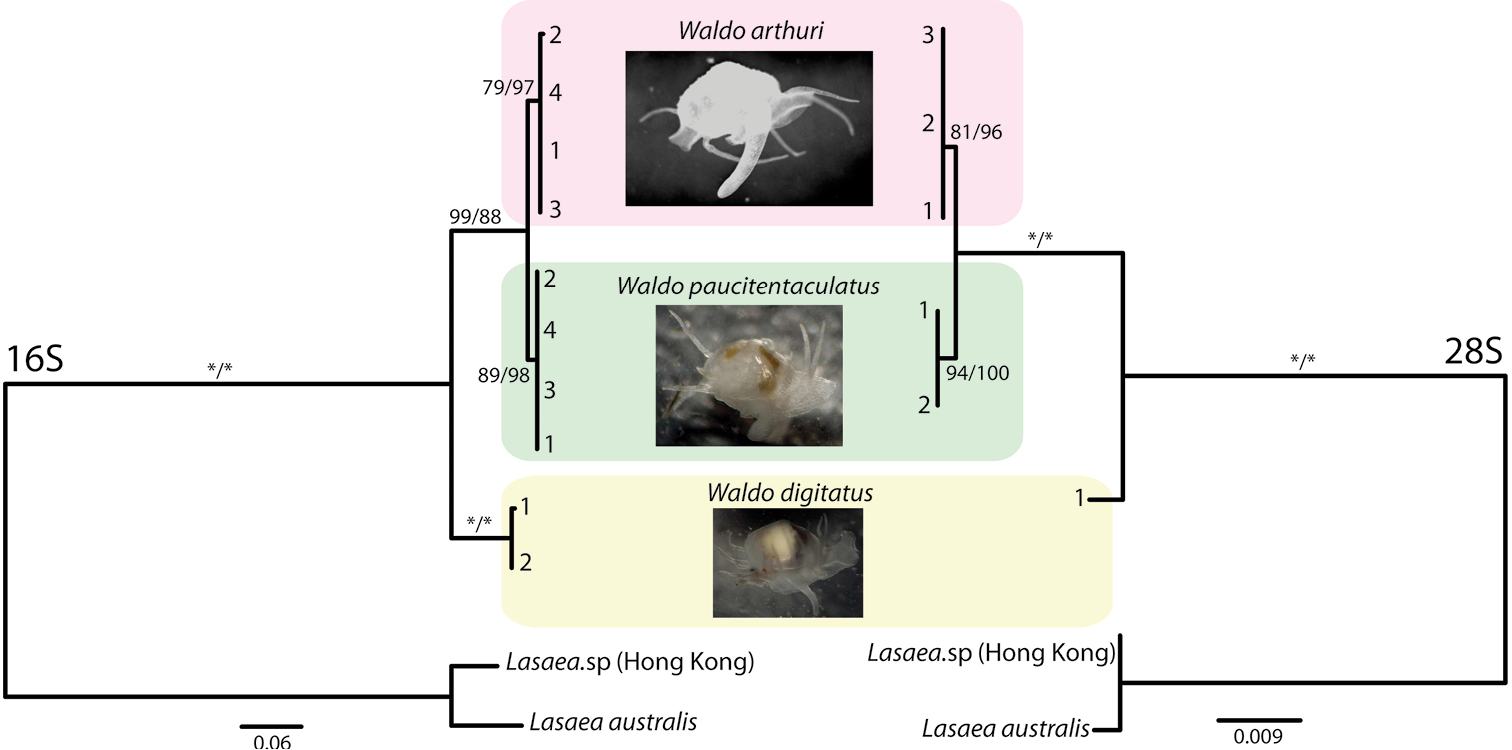
Waldo属の軟体動物3種のミトコンドリア16S rDNAと核28S rDNAの系統解析

28SリボソームRNA（英: 28S ribosomal RNA）は、真核生物の細胞質のリボソームの大サブユニット（LSU）に含まれるリボソームRNA（rRNA）であり、全ての真核細胞の基本的構成要素の1つである。サイズは哺乳類では28S、植物では25Sであるため、25S/28S rRNAとも呼ばれる。
5.8S rRNAとあわせて、原核生物の23S rRNAやミトコンドリアの16S rRNAのホモログとなる。

## 系統学における利用
28S rRNAをコードする遺伝子は28S rDNAと呼ばれる。系統樹の作製のためにこれらの遺伝子の配列比較が用いられることがあり、原生生物、菌類、昆虫、クモ綱、緩歩動物、脊椎動物での系統樹作成での利用例がある。

## 構造
28S rRNAの長さは、一般的には4000から5000ヌクレオチドである。一部の真核生物ではリボソームへと組み立てられる前に2つの部分へ切断され、この現象は"hidden break"と呼ばれている。

## データベース
比較生物学用途のために、LSU rRNAのアラインメントとアノテーションを行ったデータベースがいくつか存在する。
- RDP（the Ribosomal Database Project）[12][13][14]
- SILVA[15]